# さいこう日本
さいこう日本（さいこうにっぽん）とは、自由民主党の議員グループ。

## 概要
山崎派の会長代行を務めていた甘利明が2011年6月に結成した派閥横断型のグループである。甘利グループに所属するメンバーの殆どが、山崎派（近未来政治研究会。後の石原派→森山派）の出身であり、甘利が自身の派閥形成に動いたとの見方がある。
甘利は安倍晋三総裁の下で政調会長就任の際、山崎派を離脱するが、退任後も同派へは戻らなかった。
2017年2月9日、甘利と神奈川県を地盤とする甘利の側近田中和徳、山際大志郎、福田峰之、中山展宏の4人が為公会（麻生派）への入会を了承された。
2021年10月発足の第1次岸田内閣では、主要閣僚にメンバー4人が送り込まれ、代表の甘利は岸田文雄総裁の下で幹事長に就任した。しかし、幹事長就任によって甘利の過去の不祥事が再燃し、結果として甘利は同月末の第49回衆議院議員総選挙において小選挙区で落選して比例復活に甘んじ、幹事長辞任へと追い込まれた。同年11月発足の第2次岸田内閣では引き続き、松野と金子、山際の3人が入閣した。

## メンバー

### 衆議院議員
| 渡海紀三朗 （11回、兵庫10区）                        | 平沢勝栄 （10回、東京17区）         | 田中和徳（麻生派） （10回、神奈川10区） | 梶山弘志 （9回、茨城4区） | 松野博一 （9回、千葉3区） |
| 石田真敏 （9回、比例近畿）                           | 平井卓也 （9回、比例四国・香川1区） | 金子恭之 （9回、熊本4区）               | 坂本哲志 （8回、熊本3区） | 平将明 （7回、東京4区）   |
| 山際大志郎（麻生派） （7回、比例南関東・神奈川18区） | 齋藤健 （6回、千葉7区）             |                                         |                           |                           |

（計12名）

### かつて所属していたメンバー
- 大野功統（第46回衆議院議員総選挙を機に政界引退。）
- 川口順子（第23回参議院議員通常選挙を機に政界引退。）
- 小泉昭男（第24回参議院議員通常選挙を機に政界引退。）
- 福田峰之（第48回衆議院議員総選挙の直前に自民党を離党。）
- 佐藤ゆかり（第49回衆議院議員総選挙で落選。）
- 金子原二郎（第26回参議院議員通常選挙を機に政界引退。）
- 林幹雄（第50回衆議院議員総選挙を機に政界引退。）
- 甘利明（第50回衆議院議員総選挙で落選。）
- 高木毅（第50回衆議院議員総選挙で落選。）
- 義家弘介（第50回衆議院議員総選挙で落選。）
- 中山展宏（第50回衆議院議員総選挙で落選。）